# Palestrina princeps musicae
Palestrina - princeps musicae è un film del 2009 diretto da Georg Brintrup. 
Film musicale che racconta la vita di Giovanni Pierluigi da Palestrina, il più importante compositore italiano del Rinascimento, attraverso una serie di "interviste impossibili".

## Trama
Mentre nel Nord Europa avanza il protestantesimo, il giovane Giovanni Pierluigi, poi detto "il Palestrina”, è educato a Roma alla scuola musicale di Costanzo Festa. A metà del Cinquecento il musicista diviene, a 25 anni, direttore della Cappella Giulia nella basilica di San Pietro; un ex puero cantore rivela come il Maestro, volendo far provare ai suoi allievi la sensazione delle voci che volano, libere nello spazio, insistesse su questa idea: "Dovete dare spirito vivo alle parole! La vostra lingua non sono le parole, ma i suoni; ogni voce nel coro, come ogni pianeta nell'universo, è indipendente e tuttavia risponde a un ordine superiore”.
Poco dopo "per ordine di N.S. il Pontefice, senza esame e senza il consenso dei cantori” Palestrina è nominato membro della Cappella papale, la posizione più alta per un cantore a quei tempi ma, tre mesi dopo, Giulio III muore; gli succede Marcello II, che regnerà solo tre settimane e lascerà il suo nome legato alla celebre composizione palestriniana Missa papae Marcelli. Il successivo pontefice, Paolo IV, è deciso ad instaurare una severa disciplina ecclesiastica e con il suo Motu proprio, richiamato alle costituzioni del "Collegio dei cappellani cantori” i cui membri dovevano essere celibi, di buoni costumi e insigniti almeno degli ordini minori, licenzia Palestrina insieme agli altri colleghi cantori coniugati. L'artista, che come tutti è soggetto alla benevolenza o all'avversione dei potenti, resta profondamente amareggiato; le vicende personali gli fanno capire quanto i suoi avversari siano più interessati alla politica che alla spiritualità della musica. Questa idea lo ossessiona e tuttavia genera in lui il desiderio di riscatto, soprattutto dopo il nuovo incarico nella basilica di Santa Maria Maggiore. Le voci, come i pianeti, si muovono, si trasformano in cifra, in nota, in lettera, in "frutto”…
Nel giro di pochi anni Palestrina sviluppa uno stile musicale vocale che si caratterizza per l'equilibrio tra comprensibilità del testo e arte contrappuntistica; proporzionatamente in tutte le parti, parola e suono risultano liberate da funzioni di priorità una sull'altra: la sua Missa papae Marcelli diverrà un "modello” musicale dopo il Concilio di Trento perché soddisfa l'aspirazione della musica liturgica che le parole siano comprese da chi ascolta e partecipa al rito. I Gesuiti, impegnati nel ricomporre l'unità della Chiesa, chiamano ora il Palestrina ad insegnare nel loro Collegio Romano: sanno infatti che la musica raggiunge l'animo umano più delle parole, e può diventare strumento efficace di diffusione del cattolicesimo. Regnanti, principi, e perfino l'imperatore si contendono presso le loro corti il Palestrina; egli preferisce mantenere la sua indipendenza artistica e, dietro la richiesta di compensi esagerati, cela il desiderio di voler rimanere a Roma.
Ben presto, egli torna a capo della Cappella Giulia ed è il primo ed unico musicista a ricevere il titolo di Modulator pontificus, di compositore papale. Al vertice della sua carriera Palestrina riceve un brutto colpo dal destino: diffuse attraverso guerre, fame e minacce delle schiere turchesche, la peste e l'epidemia di influenza gli portano via i suoi due figli maggiori e poi sua moglie. L'artista è disperato e cade in una profonda depressione; smette di comporre e fa richiesta di prendere i voti ecclesiastici. Forza di volontà e ambizione lo inducono però a riprendere in mano la sua vita, a cambiare programmi e a sposarsi nuovamente, questa volta con la ricca vedova di un mercante di pellicce: finalmente si trova a disporre del denaro necessario a pubblicare le sue opere. In pochi anni dà alle stampe ben sedici libri che fanno giungere ai posteri il suo testamento musicale e artistico che ancora oggi non smette di affascinarci.

## Colonna sonora
Per la colonna sonora del film sono utilizzate le seguenti 15 composizioni di Giovanni Pierluigi da Palestrina:
| No. | Titolo Opera                           |
| --- | -------------------------------------- |
| 1.  | Nun                                    |
| 2.  | Ecce sacerdos - Kyrie und Christe      |
| 3.  | S'il dissi mai                         |
| 4.  | Io son ferito                          |
| 5.  | Ecce sacerdos - Agnus                  |
| 6.  | Aleph I und II                         |
| 7.  | Heth                                   |
| 8.  | Missa Brevis - Gloria und qui tollis   |
| 9.  | Missa Utremifasola - Agnus             |
| 10. | Missa papae Marcelli - Kyrie und Credo |
| 11. | La ver aurora                          |
| 12. | O refrigerio acceso                    |
| 13. | Ioth                                   |
| 14. | Super flumina Babylonis                |
| 15. | Sicut cervus I und II                  |

Inoltre nel film si sentono le seguenti musiche di altri autori: 
- Costanzo Festa − Ogni loco m'atrista
- Jacques Arcadelt − Dormendo un giorno

## Accoglienza

### Critica
(Martin Prévost in FIFA  Onirico, celeste, divino, è il Palestrina, pubblicato il 22 marzo 2011 a Montreal)
(Storia della musica, 2012 Zanichelli editore S.p.A., Bologna, pagina 250, ISBN 978-88-08-19223-3)

## Produzione
Il film è stato girato poche settimane prima del terremoto del 2009 nella città di L'Aquila. La RAI ha trasmesso il film con la seguente didascalia all'inizio del film: